# Nati nel 1461
| Questa pagina contiene informazioni ricavate automaticamente dalle voci biografiche con l'ausilio del template Bio e di un bot. L'aggiornamento è periodico e automatico e ricostruisce completamente la pagina. Se manca una persona in questa lista, sei pregato di non aggiungerla, ma accertati piuttosto che la sua voce biografica contenga il template Bio e che i dati anagrafici siano correttamente compilati. Se il template Bio manca, inseriscilo tu stesso o, in alternativa, metti l'avviso {{tmp\|Bio}} che ne segnala la mancanza. Se i dati riportati sono sbagliati, correggi direttamente la voce biografica; le modifiche saranno visibili in questa lista entro pochi giorni. Per chiarimenti vedi il progetto biografie. La lista contiene solo le 29 persone che sono citate nell'enciclopedia e per le quali è stato implementato correttamente il template Bio. Pagina aggiornata al 18 ago 2025. |

- 19 febbraio - Domenico Grimani, letterato e cardinale italiano († 1523)
- 11 marzo - Diego Hurtado de Mendoza, nobile spagnolo († 1531)
- 3 aprile - Anna di Beaujeu, nobile († 1522)
- 22 aprile - Girolamo Cinozzi, medico e scrittore italiano
- 3 maggio - Raffaele Riario, cardinale italiano († 1521)
- 25 maggio - Zanobi Acciaiuoli, religioso, scrittore e traduttore italiano († 1519)
- 5 agosto - Alessandro Jagellone, sovrano († 1506)
- 15 settembre - Jacopo Salviati, politico italiano († 1533)
- 1º ottobre - Amalia di Hohenzollern, nobile († 1481)
- 14 dicembre - Filippo Cioni, traduttore e notaio italiano
- 16 dicembre - Francesco d'Aragona, principe italiano († 1486)
- 20 dicembre - Benedetto Buglioni, scultore italiano († 1521)
- 25 dicembre - Cristina di Sassonia, principessa († 1521)
- Alessandro d'Alessandro, umanista e giurista italiano († 1523)
- Vincenzo Archifel, orafo italiano († 1533)
- Benedetto Capilupi, diplomatico italiano († 1518)
- Francisco de las Casas, militare spagnolo († 1536)
- Adriano Castellesi, cardinale, vescovo cattolico e umanista italiano († 1521)
- Antonio Maria Ciocchi del Monte, cardinale italiano († 1533)
- Costanza Fogliani, nobildonna italiana
- Edzardo I della Frisia orientale, conte († 1528)
- Bohuslav Hasištejnský z Lobkovic, scrittore e umanista boemo († 1510)
- Bernard Strigel, pittore tedesco († 1528)
- Ambrogio Taegio, monaco cristiano e storico italiano († 1523)
- Gaspare Ambrogio Visconti, poeta e letterato italiano († 1499)
- Paolo Vitelli, condottiero e cavaliere medievale italiano († 1499)
- Ulrich Zasius, giurista e umanista tedesco († 1535)
- Muhammad al-Tizini, astronomo arabo († 1539)
- Antonia del Balzo, nobile italiana († 1538)